# 509 (số)
509 (năm trăm linh chín) là một số tự nhiên ngay sau 508 và ngay trước 510.

## Trong toán học
- 509 là số nguyên tố.
- 509 là số nguyên tố Chen: {\displaystyle 509+2=73\times 7}